# Онкала
Онкала (ісп. Oncala) — муніципалітет в Іспанії, у складі автономної спільноти Кастилія-і-Леон, у провінції Сорія. Населення — 100 осіб (2010).
Муніципалітет розташований на відстані близько 210 км на північний схід від Мадрида, 26 км на північний схід від Сорії.
На території муніципалітету розташовані такі населені пункти: (дані про населення за 2010 рік)
- Ель-Кольядо: 17 осіб
- Навабельїда: 5 осіб
- Онкала: 57 осіб
- Сан-Андрес-де-Сан-Педро: 21 особа

## Демографія
Динаміка населення (INE ):

## Галерея зображень

Розташування муніципалітету Онкала